# Pablo Olmedo
Pablo Olmedo Garmendia (Madrid, 13 aprile 1929 – 15 aprile 1980) è stato un allenatore di calcio e calciatore spagnolo, di ruolo centrocampista.

## Carriera

### Club
Olmedo iniziò a giocare nell'Agrupación Deportiva Ferroviaria di Madrid. Nel 1946 si passò al CD Logroñés, nella Tercera División spagnola.
Nel 1948 si trasferì al Real Madrid, esordendo nella Liga a 19 anni. Olmedo militò nella squadra fino al 1953.. L'esperienza fu intervallata da due stagioni in prestito: una all'Atlético Madrid e una al Celta Vigo.
Nel 1953 Olmedo si stabilì definitivamente al Celta, rientrando nell'operazione di mercato che portò Manuel Pazos a Madrid. Giocò con la formazione galiziana fino al 1960, affermandosi come un giocatore importante del club e un prolifico marcatore. Il Celta in quegli anni giocò sempre nella massima serie spagnola, fino al 1959, anno in cui ci fu la retrocessione in Segunda División. Nella stagione 1959-1960 la squadra raggiunse i play-off promozione, perdendoli contro il Real Valladolid. Alla fine della stagione, Olmedo si ritirò.

## Palmarès

### Club

#### Competizioni nazionali
- Primera División spagnola: 1

Atlético Madrid: 1949-1950